# Allendale (Illinois)
Pour les articles homonymes, voir Allendale.
Allendale est un village situé au nord-est du comté de Wabash dans l'Illinois, aux États-Unis,. Le village est fondé en 1869 et incorporé le 5 mars 1917.

## Démographie
Lors du recensement de 2010, le village comptait une population de 475 habitants. Elle est estimée, en 2016, à 458 habitants.

### Source de la traduction
- (en) Cet article est partiellement ou en totalité issu de l’article de Wikipédia en anglais intitulé « Allendale, Illinois » (voir la liste des auteurs).